# Kiribatis damlandslag i fotboll
Kiribatis damlandslag i fotboll representerar Kiribati i fotboll på damsidan. Dess förbund är Kiribati Football Association.